# 克麦罗沃州
克麦罗沃州-库兹巴斯（羅馬化：Kemerovskaya oblastʹ — Kuzbass），也称克麥羅沃州或科麥羅沃州（Ке́меровская о́бласть），是位於西伯利亞南部西西伯利亞平原與南西伯利亞山區的交接點，是俄羅斯聯邦主體之一。面積95,500平方公里，人口2,899,142（2002年）。首府克麦罗沃。克麥羅沃市是克麥羅沃州的行政中心。始建於1863年，1925年稱市，1932年前稱謝格洛夫斯克，1943年成為科麥羅沃州的首府。 位於東經86°0'，北緯55°20'；在西伯利亞南部跨托木河兩岸，距離莫斯科市3482公里，市內有5個區：工廠區、基洛夫區、列寧區、魯德尼奇內區和中心區。 人口52萬人，下設5個市轄區 。
2019年，克麦罗沃州正式名称改为克麦罗沃州-库兹巴斯，成为俄罗斯唯一一个拥有第二个正式名称的州份。

## 概況
面積9.55萬平方公里。 人口531.2萬（1987），俄羅斯人佔十分之九，餘為烏克蘭人、 白俄羅斯 、莫爾多瓦人等。 首府克麥羅沃。大部位於庫茲涅茨克盆地，東、西分別為庫茲涅茨克山（最高點2，178米）和薩萊爾山。 北屬西西伯利亞平原。 托米河縱貫全境。溫帶大陸性氣候 。 平均氣溫1月-17--20℃，7月17-20℃。 年降水量300-500毫米。 煤炭儲量居全國各州首位。 還有鐵 、 錳 、 鉛 、鋅等多種礦藏。 1943年建州。 俄羅斯烏拉爾以東最大的重工業基地。 工業以煤炭、冶金（ 鋼鐵 、煉鋁 、煉鋅 ）、煤炭化工、礦山機械、電力為主。 1984年產煤1.43億噸，居全國第一位。 鋼產量亦居全國重要地位。 城郊型農業為主，乳肉畜牧業和養禽業發達。 境內交通發達。重要城市還有新庫茲涅茨克、 普羅科皮耶夫斯克、基謝列夫斯克、列寧斯克-庫茲涅茨基、別洛沃。

## 標誌
克麥羅沃州州徽與州旗體現了該州歷史悠久的鍛鐵工業。 有關州徽及州旗的法律於2002年5月29日由該州議會通過。
1622年，庫茲涅茨這個防禦嚴密的居民區改制為市。 為紀念這一事件，該市被賜以「印章給庫茲涅茨的狼」，旁邊刻著：「西伯利亞庫茲涅茨克城的國家印章」。 狼表示這個地方荒無人煙。 1694年， 彼得大帝賜給庫茨涅茨一方駿馬圖案的印章，這表明過去人跡罕至的地方如今已經得到開發。 亞歷山大一世1804年3月20日下令通過了該市市徽：由於當地居自古以來就掌握了熟練的鍛鐵技巧，因此圖案為“鐵匠鋪及其工具”。 在冶金業迅速發展的同時，庫茲涅茨的煤礦開採業也全方位鋪開，它成為庫茲巴斯地區的中心。

### 州徽
克麥羅沃州徽是法式盾牌 。 它周圍鑲著綠色和黑色的細邊。 盾牌下半部分為綠色，代表著農業和自然財富。 綠色也是像徵青春和希望的傳統顏色。
科麥羅沃州盾牌中央是兩角被截去的黑三角形 ，周邊為一圈金線。 錐形石堆象徵著煤炭工業。 石堆中央是交叉放置的鐵鎚和十字鎬，表明工業在該州占主導地位。 
3條麥穗從盾牌的綠色部分伸出，穿過鐵鎚和十字鎬，一直伸向石堆頂端。 麥穗表明， 農業對於科麥羅沃州同樣重要。而盾牌上方左上角和右上角的三角形表示鍛燒得滾燙的金屬 。
州徽被橡樹枝編成的花環圍繞，這表明國家政權賦予它權力，它是俄羅斯聯邦的主體之一。 下部是列寧勳章的綬帶，該州曾於1967年、1970年兩度獲得列寧勳章 。 
綬帶中央寫著1943年，這是科麥羅沃州成立的時間。盾牌頂端繪有王冠，類似盛滿食物的大碗，象徵著該州的財富。

### 州旗
州旗為紅色長方形 ，沿旗桿處有一道貫穿上下的藍色條帶，其寬度約為旗長的1/3。 藍色條帶上部中央為該州徽。 州旗長寬比例為2比1。
克麥羅沃州
州旗以是俄羅斯社會主義蘇維埃聯邦國旗為基礎設計的。金黃色是財富、正義、仁慈、寬宏、恆心、權力和忠貞的象徵。
克麥羅沃市旗為紅色，有一道藍色豎條，其雙面的正中央都繪有被綠枝環繞的該市市徽。 科麥羅沃市旗的長寬比例為2比1。
市旗的各個顏色具有一定的象徵意義。紅色代表強大、勇敢和天神的眷顧、為祖國所拋灑的熱血、能量和權力。 
藍色是佑護俄羅斯的聖母的顏色，它像徵著榮譽、神力、忠誠、 真理 、 恆心 。
綠色代表著希望 、 快樂 、富足和環保 。科麥羅沃州議會於2004年5月28日通過了《關於市標的第181號令》
市標以米哈伊勒.沃爾科夫的紀念碑為圖案。 該碑自1968年起矗立在該市用他名字命名的廣場上。 紀念碑基座象徵著懸崖。 
紀念碑以三角形為背景，這一形狀象徵著錐形煤堆，三角形的左下方為黑色，其他部分為綠色。 城市名稱寫在三角形的左側。 
而黑色部分則寫著該市建市的年份——1918。

## 地理位置
克麥羅沃州是俄聯邦西西伯利亞經濟區的組成部分。 面積為9．5萬平方公里，佔俄羅斯總面積的0．6%。 科麥羅沃州位於西西伯利亞的東南部，
東經 84°30，—89°30'， 北緯 52°05'—56°50'。 主要位於庫茲涅茨克盆地，沿著它的邊緣是薩拉伊爾斯克低山脈和庫茲涅茨克山脈，
在它的南部是戈爾諾—紹林山脈，北部同托木斯克州毗鄰，南部同阿爾泰共和國和阿爾泰邊疆區相接，西部是新西伯利亞州，
東部是哈卡斯共和國和克拉斯諾亞爾斯克邊疆區。

## 自然資源及污染

### 土地資源
該州1具有多種地形地貌，可分成5個地形區：庫茲涅茨克山地、山地鹽沼地、薩拉伊爾斯基連綿的低山地、庫茲涅茨克盆地和西西伯利亞平原。 
山地面積約佔總面積的63．9%。 該州農業用地面積約為265．81萬公頃，其中耕地面積為158．61萬公頃，多年生的植物面積為2．12萬公頃、草場45．16萬公頃、
牧地59．66萬公頃。 該州的工業中心大部分分佈在農業生產區內， 城市 、工人村、工業企業佔用大量農業用地，該州繼續擴大工業用地的可能性很小。

### 森林資源
該州的森林資源佔州面積的65%左右。 森林的分佈是不均衡的，主要分佈在戈爾諾紹里亞地區（蓄積量2．731億立方米，佔該州木材總蓄積量的48．2%）、
庫茲涅茨克阿爾套山脈（1．717億立方米，佔總蓄積量的30．3%）、薩拉伊爾斯克低山脈地區。 該州內森林資源的主要品種有鬆樹 、 冷杉 、 雲杉 、樺樹和山楊 。
木材採伐量的利用率為45%，其中針葉樹種佔25%。

### 環境污染
環境污染嚴重。 造成污染的原因是：煤炭、冶金、化學和其它加工企業淨化廢水的設備不足。 從根本上改善城市衛生條件，使水源和空氣不受污染是亟待解決的問題。 1． 工業目前，科麥羅沃州是一個典型的工業區。 90年代末，在生產結構中工業占主導地位（佔整個生產部門的54%）、農業佔第2位（佔23%）、建築業佔第3位（佔13%）、 交通和通訊業佔5%、貿易和公共飲食業佔3%。 1997年科麥羅沃州的工業生產同1990年相比下降了48．3%，這低於俄羅斯聯邦的平均水平，也低於相鄰的新西伯利亞州和阿爾泰邊疆區的水平。 經濟危機首先影響了機器製造業和金屬加工業、林業和木材加工業、輕工業和食品工業的生產。 結果，生產結構“變得更重”，煤炭工業在區域勞動分工中被確定為庫茲巴斯工業的主導部門（佔全俄採煤量的35%以上，煉焦煤佔全俄總產量的2 /3），其次為黑色冶金業（生鐵產量佔全俄產量的18%，黑色金屬成材和鋼產量佔全俄總產量的17%左右）。

## 行政區劃
1943年11月26日，根據俄聯邦最高蘇維埃主席團令，組建科麥羅沃州，當時包括21個區和9個城市。 根據1999年1月1日統計，該州現有19個行政區、20個城市（其中18個城市是州轄市，2個是區轄市）、47個城鎮、235個行政村。

### 主要城市[14]
- 安熱羅-蘇真斯克（羅馬化：Anzhero-Sudzhensk）
- 列寧斯克-庫茲涅茨基（羅馬化：Leninsk-Kuznetskiy）
- 別洛沃（羅馬化：Belovo）
- 克麥羅沃（羅馬化：Kemerovo）
- 基謝廖夫斯克（羅馬化：Kiselyovsk）
- 新庫茲涅茨克（羅馬化：Novokuznetsk）
- 奧辛尼基（羅馬化：Osinniki）
- 普羅科皮耶夫斯克（羅馬化：Prokop'yevsk）
- 泰加（羅馬化：Tayga）
- 尤爾加（羅馬化：Yurga）
- 梅日杜列琴斯克（羅馬化：Mezhdurechensk）

## 主要產業
工業的主要部門有採煤、黑色冶金、 能源等。 農業的主要部門有肉— 奶養殖業、養禽業、養蜂業等。 1998年科麥羅沃州主要的經濟指標在全俄經濟中所佔的比重分別為：
地區總產值佔2．1%、工業產值佔2．8%、零售商品周轉額佔1．8%、固定投資佔2．0%、農業產值佔1．6%、吸收外資額佔全俄的0．06%。

### 工業
科麥羅沃市是庫茲巴斯煤田開採中心，是僅次於新庫茲涅茨克市的第二大工業城市。 市內有煤礦和露天採煤場，生產煉焦煤和動力煤。 化工、煤炭、機器製造
是該市的重點工業部門。 比較重要的化工企業有新科麥羅沃化工廠、焦炭化工廠、化學製藥廠、苯胺染料廠、塑料廠和氮肥廠等，還有機器製造廠和電動機廠等。
該州工業產值中能源工業佔12．8%、黑色冶金業佔25．6%、 石油和化學工業佔4．0%、機械製造和金屬加工業佔6．6%、林業和木材加工業及紙漿造紙業佔1．1%、
建材工業佔2．7%、輕工業佔0.6%、 食品工業佔5.3%。
（1）動力工業該州有10個大型電站，聯合成兩個電能中心（北部和南部）。

庫茲巴斯的動力系統歸俄聯邦所有，並合併於西伯利亞動力系統。 西伯利亞聯合電網統一調度管理局就設在科麥羅沃。 
庫茲巴斯的動力煤以及從西西伯利亞北部運來的天然氣作為電站的主要燃料。 在庫茲巴斯工業中動力部門佔第3位，它的比重在工業總產值中穩定地增長。 
科麥羅沃州是電力短缺的地區，電價的上漲或者減少從東西伯利亞輸入電能，都可能對經濟發展產生不良的影響。
（2）煤炭工業庫茲巴斯的煤炭工業部門是一個複雜的生產工藝宗合體。

在這個綜合體中有20多萬職工，其中採煤工人14萬人。 該部門有69個礦井、28個露天採礦場 、17個選礦廠。 煤炭部門提供科麥羅沃州工業產值的1/3，而且僅利用了庫茲涅茨克地區煤田面積的10%—11%。 近年來，煤炭工業陷入了嚴重的危機，基本建設投資縮減，實際上企業的設備改造工作已經停止。 採煤量大大減少。 在1990—1996年期間，採煤量減少了1/3，其中煉焦煤產量減少40%。 並且採煤的成本增加，勞動生產率下降。 庫茲巴斯煤炭部門的企業可分為3類：第1類是有發展前景的企業。
它們可以保證庫茲巴斯採煤總量的60%（佔煤炭企業總數的35．5%），具有良好的礦山地質條件。 第2類是中等的（平穩的）企業（佔企業總數的46%）。 它們佔庫茲巴斯總採煤量的1/3。 第3類是沒有發展前景和虧損的企業（佔企業總數的20%以下）。 它們的採煤量不大，僅佔總產量的6%。 為了提高庫茲巴斯採煤企業的生產效率，煤炭工業管理機關已製定規劃，決定關閉虧損嚴重的礦井，集中力量加強有發展前景的企業，提高其生產能力。

### 農業
1997年農業生產的實際產量低於俄聯邦的平均指標，結果造成了農業和丁業產品價格增長的不均衡。 這不利於農業生產，改變了農業和工業部門的比例關係，
從1990年的1：7到1996年的1：10。 農業在該州經濟中的作用下降了。 與此同時，畜牧業產品的生產大幅度下降，如果1991年畜牧業在農產品總量中的比重為62%，
那麼到了1995年這一比重下降為52%。 同1990年相比，大牲畜的數量減少了32%，豬的頭數減少了36%。 畜牧業的主要部門有：肉—奶業、養禽業、養蜂業。 
對本州一些主要產品的保障程度分別為：肉和肉製品為67%、 奶 70%、 蔬菜 90%， 馬鈴薯可以充分保證供應。 1998年該州農業總產值為49．46億盧布，
全俄為3023．66億盧布 ，佔全俄農業總產值的1．6%

## 交通運輸
該州是俄羅斯東部地區具有發達交通網的地區之一，儘管其交通和通訊業固定基金人均數量1996年在全俄佔第51位，但鐵路、硬面公路的線路密度高，
比全俄的平均指標分別高2．6倍和0．9倍。 在州境內公路網的覆蓋情況很不均衡，比較發達的公路網在北部地區，那裡有國家級公路幹線通往毗鄰的新西伯利亞州、
托木斯克州和克拉斯諾亞爾斯克邊疆區。 其它的運輸幹線從北向南穿過該州，從科麥羅沃到塔什塔戈爾 ，在幹線的周圍形成了枝狀的公路網，保證了居民點之間的聯繫。 
該州公路運輸發展很快。 科麥羅沃州內鐵路運營里程為1755公里，硬質路面公路長度5485公里。 鐵路的貨運量為1．243億噸，公路貨運量為8．756億噸； 
鐵路客運量為354．8萬人次，公路客運量54．21萬人次。 該州公共汽車對居民的保障程度高於全俄的平均水平，每10萬人擁有148台公共汽車。 
每10萬人擁有82．6台私人轎車。